# Liste von IPv6-Tunnelbrokern
Die folgende Liste von IPv6-Tunnelbrokern listet Tunnelanbieter und ob diese die Kriterien von RFC 3053 erfüllen. Dieses RFC beschreibt ein System mit welchem Benutzer über einen Server – welcher Point of Presence (PoP) genannt wird – einen Tunnel aufbauen kann, über den er von einem Provider mit einer IPv6-Verbindung über einen nicht IPv6-fähigen Internetzugang versorgt wird.

## Liste von IPv6 Tunnelbrokern
| Name               | PoPs | Standorte                                                             | Subnet                              | Tunnelprotokolle | Tunnelprotokolle | Tunnelprotokolle | Tunnelprotokolle | Tunnelprotokolle | Features | Features | Features  | Registrierung erforderlich | Registrierung erforderlich | Konfiguration | Konfiguration | Konfiguration | Konfiguration | Konfiguration | Sprache                                                           | Präfix              | Serverseitige Implementierung                                 |
| Name               | PoPs | Standorte                                                             | Subnet                              | 6in4             | 4in6             | TSP              | AYIYA            | heartbeat        | RDNS     | BGP      | Multicast | Anonym                     | Registrierung              | Script        | Manuell       | TSP           | TIC           | URL           | Sprache                                                           | Präfix              | Serverseitige Implementierung                                 |
| ------------------ | ---- | --------------------------------------------------------------------- | ----------------------------------- | ---------------- | ---------------- | ---------------- | ---------------- | ---------------- | -------- | -------- | --------- | -------------------------- | -------------------------- | ------------- | ------------- | ------------- | ------------- | ------------- | ----------------------------------------------------------------- | ------------------- | ------------------------------------------------------------- |
| CITC               | 1    | Saudi-Arabien                                                         | /64                                 | nein             | nein             | ja               | nein             | nein             | nein     | nein     | nein      | nein                       | ja                         | nein          | nein          | ja            | nein          | nein          | Englisch, Arabisch                                                | 2001:67c:130::/48   | ddtb                                                          |
| Hurricane Electric | 42   | Kanada, Europa (8 Länder), Hongkong, Japan, Singapur, USA (9 Staaten) | /64 (Standard) /48 (auf Anfrage)    | ja               | nein             | nein             | nein             | nein             | ja       | ja       | nein      | nein                       | ja                         | ja            | ja            | nein          | nein          | ja            | Englisch                                                          | 2001:470::/32       | Unbekannt, CloudFlare wird beim kostenlosen Produkt blockiert |
| tunnelbroker.ch    |      | Europa (4 Länder), USA                                                | PA (/44 - /48) oder PI auf Aufrage  | ja               | ja               | nein             | nein             | nein             | ja       | ja       | nein      | nein                       | ja                         | ja            | ja            | nein          | nein          | nein          | Deutsch                                                           | 2a09:4c0::/32       | Unbekannt                                                     |
| freetransit.ch     |      | Europa (3 Länder)                                                     | PI; oder auf Anfrage/Bedarf bis /40 | ja               | ja               | nein             | nein             | nein             | ja       | ja       | nein      | nein                       | ja                         | ja            | ja            | nein          | nein          | nein          | Englisch                                                          | Diverse             | Unbekannt                                                     |
| route64            | 14   | Europa, China und Nordamerika                                         | /56 oder /64                        | ja               | ja               | nein             | nein             | nein             | ja       | ja       | nein      | nein                       | ja                         | ja            | ja            | nein          | nein          | ja            | Englisch, Deutsch                                                 | 2a0f:5707:b000::/40 | Unbekannt                                                     |
| IPv6Now            | 1    | Australien                                                            | /64 oder /48 auf Anfrage            | ja               | nein             | ja               | nein             | nein             | ja       | ja       | nein      | nein                       | ja                         | nein          | ja            | ja            | nein          | nein          | Deutsch, English, Niederländisch, Französisch, Russisch, Finnisch | 2406:a000::/32      | gogoSERVER                                                    |
| IPv6VPN.ch         | 2    | Schweiz                                                               | /48                                 | nein             | nein             | nein             | nein             | nein             | ja       | ja       | nein      | nein                       | ja                         | nein          | ja            | nein          | nein          | nein          | Englisch                                                          | 2a0a:e5c1::/32      | Wireguard                                                     |
| NetAssist          | 1    | Ukraine                                                               | /64 /48                             | ja               | nein             | nein             | nein             | nein             | ja       | nein     | nein      | nein                       | ja                         | ja            | ja            | nein          | nein          | ja            | Englisch, Russisch                                                | 2a01:d0:8000::/33   | Unbekannt                                                     |
| NetNam             | 1    | Vietnam                                                               | Unbekannt                           | ja               | nein             | nein             | nein             | nein             | nein     | nein     | nein      | nein                       | ja                         | ja            | ja            | nein          | nein          | ja            | Englisch, Vietnamesisch                                           | 2401:e800::/32      | Unbekannt                                                     |
| August Internet    | 4    | Vancouver, Fremont, Frankfurt, Düsseldorf                             | /48                                 | ja               | nein             | nein             | nein             | nein             | ja       | ja       | nein      | nein                       | ja                         | ja            | ja            | nein          | nein          | nein          | Englisch                                                          | 2602:fc23::/36      | Unbekannt                                                     |

Die Spalten zeigen folgende Informationen:
| Name                          | Name | Der Name der Organisation, die den Tunnelbroker bereitstellt. Dies ist meist ein Internet Service Provider. |
| PoPs                          | PoPs | Anzahl der aufgestellten PoPs. |
| Standort                      | Standort | Standort(e) an denen der Provider einen oder mehrere Point of Presence (PoPs) unterhält. |
| Subnet                        | Subnet | Die Größe des Subnetzes, welches der Provider dem Endkunden pro Tunnel zuteilt. Die Größe liegt meist zwischen /127 und /64.                                                                                     |
| Tunnelprotokolle              | | |
|                               | Zählt die durch den Tunnelbroker bereitgestellten Tunnelprotokolle auf. Dies hat z. B. eine Auswirkung darauf, ob der Tunnel hinter NAT oder bei sich oft ändernden IPv4-Adressen verwendet werden kann. | |
| 6in4                          | Tunnelt das IPv6-Paket direkt in IPv4, wird auch als 'proto-41' bezeichnet, da das Protokoll die Protokollnummer 41 besitzt.                                                                             | |
| 4in6                          | Tunnelt IPv4 direkt in IPv6-Paketen. | |
| TSP                           | Das „Tunnel Setup Protocol“, es verwendet auf UDP basierende Tunnel. | |
| AYIYA                         | Es erlaubt User hinter einem NAT und/oder mit einer dynamischen IPv4-Adresse, unterstützt außerdem Roaming zwischen verschiedenen Netzwerken. Es verwendet UDP-basierende Tunnel.                        | |
| heartbeat                     | Heartbeat Tunnel sind 6in4 basierend, erlaubt aber dynamische IPv4-Adressen, welche ohne Benutzereingriff automatisch korrigiert werden.                                                                 | |
| Features                      | RDNS | Zeigt, ob der Anbieter reverse DNS Delegationen des zugeteilten Netzes zulässt. |
| Features                      | BGP | Zeigt, ob der Tunnelbroker optional ein Peering via BGP erlaubt, um eigenen Adressspace zu benutzen. |
| Features                      | Multicast | Zeigt, ob der Broker IPv6 Multicast über den Tunnel zulässt. |
| Registrierung erforderlich    | | |
|                               | Die verfügbaren Anmeldeoptionen. | |
| Anonymous                     | Jeder kann den Service ohne Anmeldung benutzen. | |
| Registrierung                 | Es ist erforderlich, sich zu registrieren und persönliche Details (zumindest die E-Mail-Adresse) anzugeben.                                                                                              | |
| Konfiguration                 | | |
|                               | Zeigt verfügbare Methoden um Tunnel zu Konfigurieren und Subnetze vom Broker bereitzustellen | |
| Script                        | Der Broker stellt ein Script auf seiner Internetseite bereit. | |
| Manuell                       | Hier müssen/können alle Einstellungen manuell vorgenommen werden. | |
| TSP                           | Benutzt das Tunnel Setup Protocol (TSP), dies benötigt den gogoclient | |
| TIC                           | Nutzt das Tunnel Information and Control (TIC) Protocol, implementiert z. B. im Automatic IPv6 Client Connectivity Utility (AICCU), AVM FRITZ!Box, Draytek, Motorola und anderen.                        | |
| URL                           | URL zeigt an, ob Änderungen an den Tunnelparametern über die Internetseite des Anbieters vorgenommen werden können (Beispielsweise das An-/Abschalten des Tunnels oder das Ändern des Endpunktes).       | |
| Sprache                       | Sprache | Zeigt, welche Sprache(n) vom Benutzerinterface des Providers unterstützt werden. |
| Präfix                        | Präfix | Zeigt, welche IPv6 Präfix(e) für den Tunnelbroker verwendet werden. Wenn ein /32 Netz angegeben ist, so wird nur ein Teil hiervon für Tunnel/Subnetze verwendet, da dies das ganze Netz des Anbieters darstellt. |
| Serverseitige Implementierung | Serverseitige Implementierung | Die Implementierung, welche vom Tunnelbroker verwendet wird. |

## Implementierungen
Es existiert eine große Anzahl von Tunnelbrokern, da jeder Provider seine eigene Implementierung anbietet. Hier werden nur die gemeinsam von allen hier gelisteten Tunnelbrokern verwendeten Implementierungen gelistet.

### Gogo6 gogoSERVER
gogoSERVER (früher Gateway6) wird vom Freenet6-Service verwendet; dies war der erste IPv6 Tunnelbroker-Service – er ging 1999 in den Produktivbetrieb. Es startete als ein Projekt von Viagenie und wurde dann als Hexago ausgegliedert; dies war eine Firma welche Gateway6 – den Dienst der Freenet6 bereitstellte – als ihr Flaggschiff verkaufte. Im Juni 2009 wurde Hexago durch einen Managementwechsel zu gogo6 und der Freenet6-Service wurde Teil von gogoNET, einem sozialen Netzwerk für IPv6-Experten.

### SixXS sixxsd
sixxsd war der Dienst, welcher alle SixXS PoPs betrieb. Es war Software, welche dafür ausgelegt war, Tunnel mit hoher Performance und niedriger Latenz anzubieten. Die Entwicklung des Dienstes startete 2002 und entwickelte sich zur letzten v4 Version der Software. SixXS stellte seinen Dienst am 6. Juni 2017 ein.

### CITC ddtb
CITC Tunnel Broker wird von der Saudi-Arabischen IPv6 Task Force betrieben. Es stellt ihre eigene Implementierung auf Basis des TSP RFC dar.